# Calamotropha fuscivittalis
Calamotropha fuscivittalis là một loài bướm đêm trong họ Crambidae.